# Domaine de Yoita
Le domaine de Yoita (与板藩, Yoita-han) est un fief féodal japonais de l'époque d'Edo situé dans la province d'Echigo (actuelle préfecture de Niigata). Il était dirigé à partir du jin'ya de Yoita dans l'actuelle ville de Nagaoka.

## Histoire
Le domaine de Yoita commence avec un revenu de 10 000 koku en 1634 avec à sa tête Makino Yasunari, un des fils de Makino Tadanari, le 1er daimyō du domaine de Nagaoka.
Après une brève période sous le contrôle direct du shogunat Tokugawa de 1689 à 1705, le domaine est augmenté à 20 000 koku et offert à une branche cadette du clan Ii, anciennement au domaine de Kakegawa, qui le dirige jusqu'à la restauration de Meiji.
Durant la guerre de Boshin, le domaine rejoint l'alliance Satchō pro-impériale. En juillet 1871, avec l'abolition du système han, le domaine de Yoita devient brièvement la préfecture de Yoita qui est absorbée dans la nouvelle préfecture de Niigata. Sous le nouveau gouvernement de Meiji, Ii Naoyasu, le dernier daimyō, reçoit le titre de vicomte (shishaku) selon le système noblesse kazoku et devient membre de la Chambre des pairs.

## Possessions à la fin de l'époque d'Edo
Comme la plupart des domaines japonais, Yoita est composé de plusieurs territoires discontinus dont la valeur kokudaka est fondée sur une estimation périodique du potentiel agricole,.
- Province d'Echigo
  - 13 villages dans le district de Kariwa
  - 33 villages dans le district de Santō
  - 25 villages dans le district de Kanbara

## Liste des daimyōs
| #                             | Nom                         | Règne      | Titre de courtoisie      | Rang de cour            | Kokudaka    | Notes                                   |
| ----------------------------- | --------------------------- | ---------- | ------------------------ | ----------------------- | ----------- | --------------------------------------- |
| Clan Makino (fudai) 1634-1689 |                             |            |                          |                         |             |                                         |
| 1                             | Makino Yasunari (牧野康成)  | 1634-1657  | Naizen-no-kami (内膳正)  | 5e inférieur (従五位下) | 10 000 koku |                                         |
| 2                             | Makino Yasumichi (牧野康道) | 1657-1689  | Tōtōmi-no-kami (遠江守)  | 5e inférieur (従五位下) | 10 000 koku |                                         |
| 3                             | Makino Yasushige (牧野康重) | 1689-1696  | Suo-no-kami (周防守)     | 5e inférieur (従五位下) | 10 000 koku | Transféré au domaine de Komoro          |
| Tenryō 1696-1705              |                             |            |                          |                         |             |                                         |
| Clan Ii (fudai) 1705-1868     |                             |            |                          |                         |             |                                         |
| 1                             | Ii Naonori (井伊直矩)       | 1706-1731  | Hyobu-no-sho (兵部少輔)  | 5e inférieur (従五位下) | 20 000 koku | Transféré depuis le domaine de Kakegawa |
| 2                             | Ii Naoharu (井伊直陽)       | 1731-1732  | Tamba-no-kami (丹波守)   | 5e inférieur (従五位下) | 20 000 koku |                                         |
| 3                             | Ii Naokazu (井伊直員)       | 11732-1735 | Hoki-no-kami (伯耆守)    | 5e inférieur (従五位下) | 20 000 koku |                                         |
| 4                             | Ii Naoari (井伊直存)        | 1735-1760  | Iga-no-kami (伊賀守)     | 5e inférieur (従五位下) | 20 000 koku |                                         |
| 5                             | Ii Naokuni (井伊直郡)       | 1760-1760  | Aucun                    | Aucun                   | 20 000 koku |                                         |
| 6                             | Ii Naoaki (井伊直朗)        | 1761-1819  | Ukyo-no-daibu (右京大夫) | 4e inférieur (従四位下) | 20 000 koku |                                         |
| ７                            | Ii Naoteru (井伊直朗)       | 1820-1826  | Kunai-no-sho (宮内少輔)  | 5e inférieur (従五位下) | 20 000 koku |                                         |
| 8                             | Ii Naotsune (井伊直経)      | 1827-1856  | Hyobu-no-sho (兵部少輔)  | 5e inférieur (従五位下) | 20 000 koku |                                         |
| 9                             | Ii Naoatsu (井伊直充)       | 1856-1862  | Hyobu-no-sho (兵部少輔)  | 5e inférieur (従五位下) | 20 000 koku |                                         |
| 10                            | Ii Naoyasu (井伊直安)       | 1862-1868  | Hyobu-no-sho (兵部少輔)  | 5e inférieur (従五位下) | 20 000 koku |                                         |